# Kainovo znamení
Kainovo znamení (gruzínsky ყოველმან ჩემმან მპოვნელმან) je nejznámější román gruzínského spisovatele Othara Čiladze.